# Suanla chaoshou
Le suanla chaoshou est un plat de la cuisine de Sichuan qui consiste en une sauce épicée sur des boulettes de pâte cuites à la vapeur et remplies de viande. Suanla signifie « chaud et aigre », et chaoshou est le nom donné à ces gros wontons dans la province chinoise du Sichuan.
Chao shou se traduit littéralement par « mains croisées ». Dans les dialectes sichuanais, cela fait référence à un style de boulette dont l'enveloppe carrée est pliée en deux points, l'un croisé sur l'autre. Selon Peter Hessler (correspondant à Pékin pour le New Yorker et ancien enseignant du Peace Corps), « dans la plupart des régions du Sichuan, vous pouvez entrer dans un restaurant et commander des chaoshou sans faire de bruit. Croisez les bras et ils comprendront exactement ce que vous voulez, ».

## Aux États-Unis
Des variantes de ce plat sont disponibles dans de nombreux restaurants chinois aux États-Unis, le nom sur le menu anglais étant Won Ton with Spice Sauce ou similaire.
Le restaurant de Mary Chung (鍾園川菜館, Zhōngyuán Chuāncàiguǎn) à Cambridge, dans le Massachusetts, sert un plat appelé suan la chow show, qui consiste en des boulettes de pâte dans une sauce soja-gingembre épicée sur un lit de germes de haricots mungo crus. Ce plat populaire est différent du suan la chao shou décrit par Fuchsia Dunlop, qui a étudié au Sichuan Institute of Higher Cuisine de Chengdu. Bien qu'elle soit quelque peu similaire, la recette de Dunlop inclut une quantité importante de vinaigre noir dans la sauce, ce qui la rend beaucoup plus acide.
Un critique de restaurant local a noté que la première version du plat a été introduite à Cambridge en tant que cuisine de rue de Shanghai par un restaurant appelé Colleen's Chinese Cuisine, appartenant à Colleen Fong, où le mari de Mary Chung a travaillé comme chef dans les années 1970. D'autres restaurants chinois autour de Cambridge (Massachusetts) servent cette version du plat et il semble que ce soit une variante locale assez populaire. La version de Mary Chung du suan la chow show a été présentée par le Gentleman Gourmand dans l'émission télévisée The Hungry Detective. 